# Paráfise

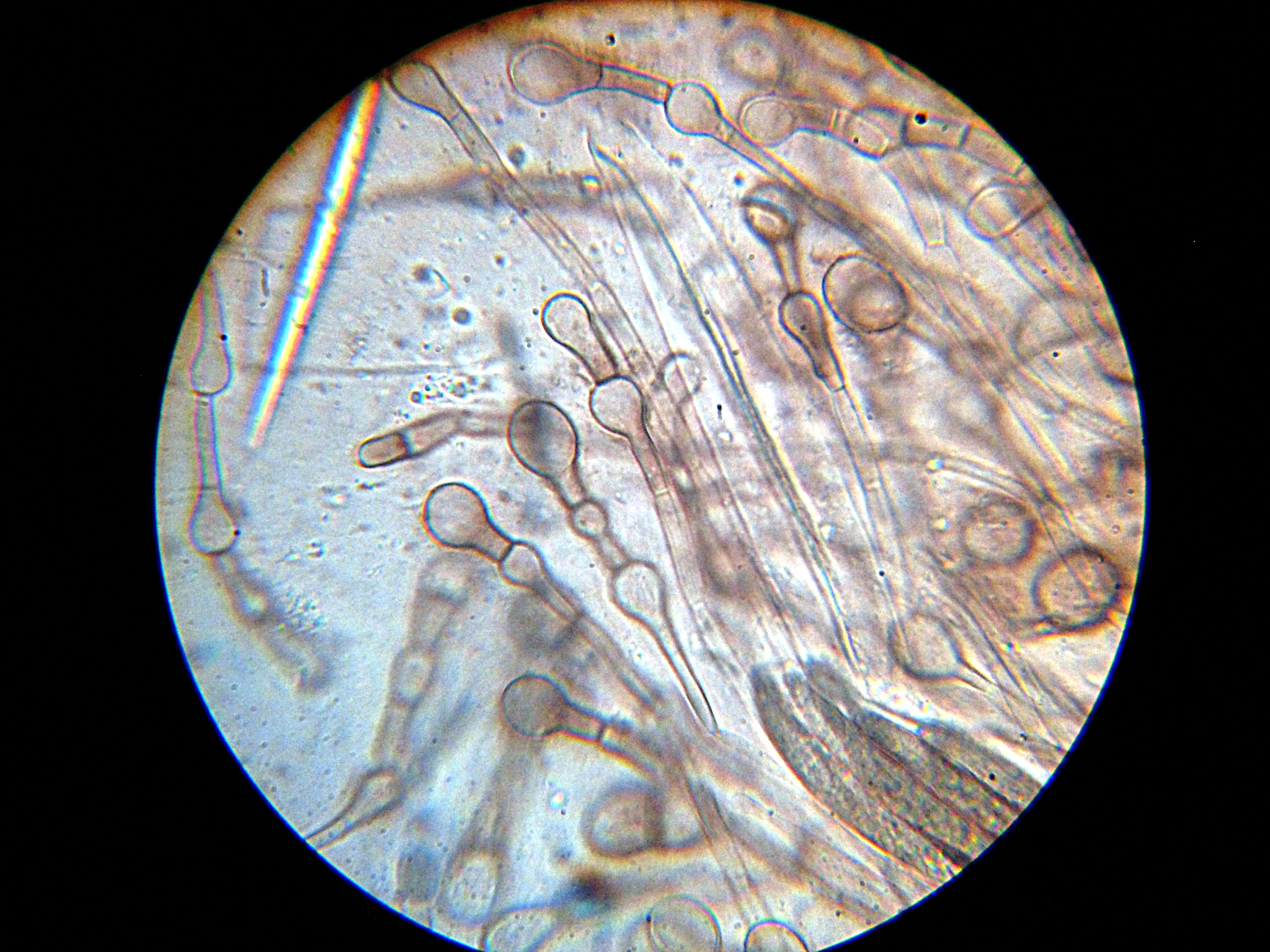
Paráfises da espécie Glutinoglossum glutinosum vistas ao microscópio óptico.

As paráfises fazem parte da camada fértil portadora de esporos em certos fungos. Mais propriamente, as paráfises são células terminais das hifas, estéreis e filamentosas, que fazem parte do himénio dos Ascomycota e Basidiomycota, intercaladas entre os ascos ou basídios respectivamente. 
As paráfises podem ser também encontradas em fetos e musgos, referindo-se neste caso à estrutura filamentosa que está associada aos esporângios férteis. As pontas das paráfises podem conter os pigmentos que colorem o himénio.